# Simlish
El simlish es una lengua ficticia utilizada en diversos videojuegos de la empresa Maxis. El idioma se estrenó en 1996 con el videojuego SimCopter, aunque la fama la obtuvo con los videojuegos Los Sims, Los Sims 2, Los Sims 3 y Los Sims 4. El simlish es la lengua en la que se expresan los Sims, los seres de los videojuegos en cuestión.
El Simlish se puede también oír y verse escrito en los videojuegos SimCity Societies y Sid Meier's SimGolf (de Firaxis). La lengua es totalmente inventada e incompleta, de tal manera no se puede mantener una conversación en este idioma. 
Según declara EA:

"Ningún juego de toda la saga Sims (Sims 1 y expansiones, Sims 2 y expansiones, Sims 3 y expansiones, Sims 4 y expansiones) trae ningún diálogo doblado. Esto es así porque los Sims no hablan ningún idioma, se comunican con un lenguaje compuesto de balbuceos y sonidos muy parecido al de los bebés, denominado Simlish. Por ello, no existe ningún modo de poner ningún juego de los Sims en idioma español (o cualquier otro) de manera que hablen frases coherentes".

## Creación del simlish[2]
La lengua nació cuando el cofundador de Maxis, Will Wright quiso poner voces a los personajes de sus videojuegos, pero pensó que si utilizaban lenguas reales las frases acabarían siendo repetitivas y sería muy costosa la traducción a los diferentes idiomas. En un principio, se quiso crear el Simlish a partir del lenguaje de los nativos americanos. El experto en lengua Marc Gimbel sugiere un idioma como el Navajo.
Finalmente, el Simlish lo crearon los actores vocales Stephen Kearin y Gerri Lawlor a partir de la improvisación y combinando diferentes idiomas reales, pero intentando lograr la incoherencia.
Posteriormente, Maxis creó un alfabeto variable para los periódicos, televisores y otros objetos del juego que requieren letras. Además, atribuyó a cada acción que el sim hiciera, una palabra en Simlish. Es decir, si el Sim come pizza, dirá una palabra en Simlish que repetirá cada vez que coma pizza. Maxis apenas ha revelado algunas de estas palabras. Cierto es que hay muchos fans de Los Sims que han intentado traducir el Simlish.

## Pronunciación
El equipo de desarrollo de Los Sims creó la original lengua del Simlish experimentando principalmente con el ucraniano fracturado, el francés y el tagalo entre otros.
Las vocales suenan más enfatizadas que en inglés y se habla con la parte delantera de la boca. Predominan los sonidos con [i:] (con la grafía y), mientras que existen muy pocos sonidos guturales.

### Ejemplos de palabras en Simlish
| Simlish               | Pronunciación          | Español              |
| --------------------- | ---------------------- | -------------------- |
| Sool-Sool             | [Sul-Sul]              | ¡Hola!               |
| Degg-Degg             | [Dec-Dec]              | Adiós                |
| Chamcha               | [Chamcha]              | Pizza                |
| Nooboo                | [Nubuu]                | Bebé                 |
| cuh-teek-a-loo        | [cuh-tak-a-lu]         | Hola, ¿cómo te va?   |
| Neeshga!              | [Neshga]               | ¡No!                 |
| Veena Fredishay!      | [Vina Fredidshei]      | ¡Vamos a jugar!      |
| Kutt chi ckah latt-ah | ["Kutchi calata"]      | ¿Qué es lo que pasa? |
| Neeshga! Neeshga!     | ["Neshga Neshga"]      | ¡No! ¡No!            |
| Uhh shamoo ralla poo  | ["Uhh shamo ralla pu"] | Estoy tan aburrido   |

## Escritura
La escritura se basa en símbolos. Ninguno de los juegos está programado en Simlish, sin embargo podemos apreciarlo claramente en revistas, periódicos y otros objetos semblantes. En algunas ocasiones, el alfabeto simlish se basa en los símbolos del zodíaco (♌, ♉...etc), otras veces en simples símbolos de unicode (%, &, #...etc.), también con símbolos famosos, como el Om (ॐ) y hay veces que se expresa con gráficos (algunas tiendas como la tienda de animales, que exhibe una pata, y la tienda de comestibles presenta una cornucopia), es decir, el alfabeto simlish es variable y parecido a los Jeroglíficos egipcios. En algunas ocasiones, se ha llegado a ver el simlish escrito en letras griegas.

### Ejemplos de escritura

Símbolo del Simoleón

- En Los Sims, el título The SimCity Times es visible en los diarios, en inglés y en fuente Comic Sans MS.
- También en Comic Sans MS, se representan los simoleones que se escriben como el signo de sección (§).

En ocasiones, para ver texto en objetos en Los Sims 2, es necesario hacer un primer plano de ellos. En las cubiertas de los libros, los periódicos y la señal "Sims Must Wash Hands", el deletreado de los caracteres son absurdos y tienen tanta semejanza a los caracteres latinos como los cirílicos. En Los Sims 2 Universitarios, las letras de SimGriego (un abecedario derivado del alfabeto griego) aparecieron como artículos decorativos a la compra.
- En Los Sims 3 se pueden apreciar en el teatro símbolos en simlish con caracteres griegos. Probablemente significa "teatro" o "escenario".

## Literatura
El 23 de abril de 2009 se presentó el primer libro en simlish, Burbin Nerbs, cuyo autor es Sergio López. El libro se basa en un conjunto de poesías. "Burbin Nerbs" significa "Cristales Rotos".
La primera de las poesías del libro es "Burbin Nerbs", que da nombre al libro:
| Burbin Nerbs                                                                                                |
| --- |
| Le la cula. Burbin nerbs. Veena fredishay. Hu. Hora. Degg degg. Nash-Na-Poof? Veen fredishay. Burbin nerbs. |

## Música
Múltiples grupos han grabado versiones de sus canciones en simlish para Los Sims. Estos temas se integran dentro del videojuego o se utilizan, en ocasiones con vídeos aparte, para promocionar uno de los juegos de Los Sims. Aquí, una lista de todas las canciones cantadas en Simlish. Para verla, presiona en "Desplegar", a la derecha.
- (2005) Los Urbz: The Black Eyed Peas - Na Na Lae
- (2005) Los Urbz: The Black Eyed Peas - High NRG
- (2005) Los Urbz: The Black Eyed Peas - Melinka
- (2005) Los Urbz: The Black Eyed Peas - Downjazz
- (2005) Los Urbz: The Black Eyed Peas - Glowstick Juice
- (2005) Los Urbz: The Black Eyed Peas - Dee Bamow
- (2005) Los Urbz: The Black Eyed Peas - Gofuork! Gofuork!
- (2005) Los Urbz: The Black Eyed Peas - Indogoth
- (2005) Los Urbz: The Black Eyed Peas - Techno Music
- (2005) Los Urbz: The Black Eyed Peas - Pop One

- (2003) Los Sims "Superstar": Glabe Glarn - 4Ever-N-Ever

- (2005) Los Sims 2 "Universitarios": Come On - Steadman
- (2005) Los Sims 2 "Universitarios": This Conversation Is Over - Acceptance
- (2005) Los Sims 2 "Universitarios": Beautiful Life - Charlotte Martin
- (2005) Los Sims 2 "Universitarios": Outsider - The Daylights
- (2005) Los Sims 2 "Universitarios": Sway - The Perishers
- (2005) Los Sims 2 "Universitarios": Pretty People - Dexter Freebish
- (2005) Los Sims 2 "Universitarios": Very Very Rich Town - Go Betty Go
- (2005) Los Sims 2 "Universitarios": The Compromise - The Format
- (2006) Los Sims 2 "Mascotas": La Oreja de Van Gogh - Dulce locura
- (2006) Los Sims 2 "Mascotas": Chemicals React - Aly & AJ
- (2006) Los Sims 2 "Mascotas": Cast Long Shadows - Brazil Candles
- (2006) Los Sims 2 "Mascotas": I play Chicken with a Train - Cowboy Troy
- (2006) Los Sims 2 "Mascotas": Future - Cut Copy
- (2006) Los Sims 2 "Mascotas": Fortuzala - Dena Deadly
- (2006) Los Sims 2 "Mascotas": Free Radicals - The Flaming Lips
- (2006) Los Sims 2 "Mascotas": Colours - Hot Chip
- (2006) Los Sims 2 "Mascotas": So Glad To See You - Hot Chip
- (2006) Los Sims 2 "Mascotas": Hit It - Isabelle Huang
- (2006) Los Sims 2 "Mascotas": Topsy Turvy - Jessi Malay
- (2006) Los Sims 2 "Mascotas": Unthinkable - Joanna J
- (2006) Los Sims 2 "Mascotas": Come On Come On - Kristen Dex
- (2006) Los Sims 2 "Mascotas": Turn Out the Light - New Amsterdams
- (2006) Los Sims 2 "Mascotas": Dixie Dixie Where Have You Been All My Life - Prescott
- (2006) Los Sims 2 "Mascotas": Hurt Nobody - Prescott
- (2006) Los Sims 2 "Mascotas": Boombox Breakdown - Ralph Myerz and The Jack Herren Band
- (2006) Los Sims 2 "Mascotas": Girl Next Door - Saving Jane
- (2006) Los Sims 2 "Mascotas": Boyhunter - Skye Sweetnam
- (2006) Los Sims 2 "Mascotas": I Never Know - Something for Rockets
- (2006) Los Sims 2 "Mascotas": Wow Wow Wow - Tanaila
- (2006) Los Sims 2 "Mascotas": Black Shoes - The Films
- (2006) Los Sims 2 "Mascotas": The Compromise - The Format
- (2006) Los Sims 2 "Mascotas": Topy Apa Ty - The Netw0rk
- (2006) Los Sims 2 "Mascotas": Don't Cha - Pussycat Dolls
- (2006) Los Sims 2 "Mascotas": Simpático - Touchstone
- (2006) Los Sims 2 "Mascotas": Wubbas Doo - W of P3 Aff
- (2007) Los Sims 2 "Las cuatro estaciones": Mr. High And Mighty - Government Mule
- (2007) Los Sims 2 "Las cuatro estaciones": Smile - Lily Allen
- (2007) Los Sims 2 "Las cuatro estaciones": Blue Jeans Pizza - Moe
- (2007) Los Sims 2 "Las cuatro estaciones": Band N - The Breadbox
- (2007) Los Sims 2 "Las cuatro estaciones": The Next One - The Chris McCarty
- (2007) Los Sims 2 "Las cuatro estaciones": Close Your Eyes - The String Cheese Incident
- (2007) Los Sims 2 "Las cuatro estaciones": When It All Falls Apart - The Veronicas
- (2008) Los Sims 2 "Y sus hobbies": Fa-Fa-Fa - Datarock
- (2008) Los Sims 2 "Y sus hobbies": It's A Party - Fire Flies
- (2008) Los Sims 2 "Y sus hobbies": Into The Sun - Great Northern
- (2008) Los Sims 2 "Y sus hobbies": Britney - I'm From Barcelona
- (2008) Los Sims 2 "Y sus hobbies": La Otra Princesa - Lara
- (2008) Los Sims 2 "Y sus hobbies": Your Forgiveness - Lexington Bridge
- (2008) Los Sims 2 "Y sus hobbies": Pocket Full Of Sunshine - Natasha Bedingfield
- (2008) Los Sims 2 "Y sus hobbies": Take Out The Trash - They Might Be Giants
- (2009) Los Sims 2 "Comparten piso": Everything - A Cursive Memory
- (2009) Los Sims 2 "Comparten piso": Getting Better - Bob Schneider
- (2009) Los Sims 2 "Comparten piso": Radio - Castaneda
- (2009) Los Sims 2 "Comparten piso": Fancy Footwork - Chromeo
- (2009) Los Sims 2 "Comparten piso": Battle Royale - Does It Offend You, Yeah?
- (2009) Los Sims 2 "Comparten piso": Sweet About Me - Gabriella Cilmi
- (2009) Los Sims 2 "Comparten piso": Club Soda - Ghostland Observatory
- (2009) Los Sims 2 "Comparten piso": Where Would We Be Now - Good Charlotte
- (2009) Los Sims 2 "Comparten piso": Violet Stars Happy Hunting! - Janelle Monae
- (2009) Los Sims 2 "Comparten piso": Crazy - Jem
- (2009) Los Sims 2 "Comparten piso": Mad Pursuit - Junkie XL feat. Electrocute
- (2009) Los Sims 2 "Comparten piso": Hot N Cold - Katy Perry
- (2009) Los Sims 2 "Comparten piso": Ghosts - Ladytron
- (2009) Los Sims 2 "Comparten piso": Mozdulj Mar (Mondulo Mar) - Lola
- (2009) Los Sims 2 "Comparten piso": Ona Odna (She's Alone) - Ranetki Girls
- (2009) Los Sims 2 "Comparten piso": This Is Not A Test - Shock of Pleasure
- (2009) Los Sims 2 "Comparten piso": Brainless - Sunny Day Sets Fire
- (2009) Los Sims 2 "Comparten piso": Good Day - Tally Hall
- (2009) Los Sims 2 "Comparten piso": Come My Sunshine - The Comas
- (2009) Los Sims 2 "Comparten piso": Divebomb - The Whip
- (2009) Los Sims 2 "Comparten piso": Not A Love Song - Uh Huh Her
- (2009) Los Sims 2 "Comparten piso": On & On - Vanilla Sky
- (2009) Los Sims 2 "Comparten piso": Can't Believe My Eyes - Wainwright

- (2009) Los Sims 3 "Trotamundos": Nelly Furtado - "Manos al Aire"
- (2009) Los Sims 3 "Trotamundos": Pixie Lott - "Mama Do"
- (2009) Los Sims 3 "Trotamundos": Stefanie Heinzmann - "No One (Can Ever Change My Mind)"
- (2009) Los Sims 3 "Trotamundos": Matt & Kim - "Daylight"
- (2009) Los Sims 3 "Trotamundos": Young Punx - "Juice and Sim"
- (2009) Los Sims 3 "Trotamundos": LeAnn Rimes - "You've Ruined Me"
- (2009) Los Sims 3 "Trotamundos": Fefe Dobson - "I Want You"
- (2009) Los Sims 3 "Trotamundos": Katie Melua - "If the lights go out"
- (2009) Los Sims 3 "Trotamundos": Madina Lake - "Lets Get Outta Here"
- (2009) Los Sims 3 "Trotamundos": Manchester Orchestra - "I've Got Friends"
- (2009) Los Sims 3 "Trotamundos": Natalie Portman's Shaved Head - "Me + Yr Daughter"
- (2009) Los Sims 3 "Trotamundos": Esme Denters - "Outta Here"
- (2009) Los Sims 3 "Trotamundos": Hot Chelle Rae - "Say"
- (2009) Los Sims 3 "Trotamundos": Audrye Sessions - "Turn Me Off"
- (2009) Los Sims 3 "Trotamundos": Metalkpretty - "Wake Up, Wake Up"
- (2009) Los Sims 3 "Trotamundos": Evan Taubenfeld - "Pumpkin Pie"
- (2009) Los Sims 3 "Trotamundos": Friday Night Boys - "Can't Take That Away"
- (2009) Los Sims 3 "Trotamundos": Cassie Steele - "Summer Nights"
- (2009) Los Sims 3 "Trotamundos": Broken Hearts Club - "Na Na Na"
- (2010) Los Sims 3 "Triunfadores": Lady Antebellum - “Need You Now”
- (2010) Los Sims 3 "Triunfadores": Rise Against - “Savior”
- (2010) Los Sims 3 "Triunfadores": Charice - “Pyramid”
- (2010) Los Sims 3 "Triunfadores": Melanie Fiona - “Bang Bang”
- (2010) Los Sims 3 "Triunfadores": Toni Braxton - “Make My Heart”
- (2010) Los Sims 3 "Triunfadores": Neon Trees - “Animal”
- (2010) Los Sims 3 "Triunfadores": V V Brown - “Shark In The Water”
- (2010) Los Sims 3 "Triunfadores": Daisy Dares You - “Number One Enemy”
- (2010) Los Sims 3 "Triunfadores": OK Go - “This Too Shall Pass”
- (2010) Los Sims 3 "Triunfadores": Old 97’s - “Early Morning”
- (2010) Los Sims 3 "Triunfadores": Murder By Death - “As Long As There is Whiskey In The World”
- (2010) Los Sims 3 "Triunfadores": The Acorn - “Restoration”
- (2010) Los Sims 3 "Triunfadores": Mike Posner - “Cooler Than Me”
- (2010) Los Sims 3 "Triunfadores": Violent Soho - “Jesus Stole My Girlfriend”
- (2010) Los Sims 3 "Triunfadores": Kerli - “Tea Party”
- (2010) Los Sims 3 "Triunfadores": Eli “Paperboy” Reed - “Come And Get it”
- (2010) Los Sims 3 "Triunfadores": Hal Linton - “Lock My Heart Down”
- (2010) Los Sims 3 "Triunfadores": Radney Foster And The Confessions - “Until It’s Gone”
- (2010) Los Sims 3 "Triunfadores": The Constellations - “Setback”
- (2010) Los Sims 3 "Triunfadores": Kidz In The Hall - "Flickin' "
- (2010) Los Sims 3 "Al caer la noche": 3OH!3 - “Double Vision”
- (2010) Los Sims 3 "Al caer la noche": Bryan Rice - “There for You”
- (2010) Los Sims 3 "Al caer la noche": Chiddy Bang - “Here We Go”
- (2010) Los Sims 3 "Al caer la noche": Electrolightz - “Miss Outta Control”
- (2010) Los Sims 3 "Al caer la noche": Eliza Doolittle - “Rollerblades”
- (2010) Los Sims 3 "Al caer la noche": Foxy Shazam - “Unstoppable”
- (2010) Los Sims 3 "Al caer la noche": Hadag Nahash - “Low Maspik”
- (2010) Los Sims 3 "Al caer la noche": Hadouken! - “M.A.D.”
- (2010) Los Sims 3 "Al caer la noche": Jessica Mauboy - “Saturday Night”
- (2010) Los Sims 3 "Al caer la noche": Junkie XL - “Live Wired”
- (2010) Los Sims 3 "Al caer la noche": Kelis - “Brave”
- (2010) Los Sims 3 "Al caer la noche": Kelly Rowland - “Rose Colored Glasses”
- (2010) Los Sims 3 "Al caer la noche": King Fantastic - “All Black Ying Yang (The Party Song)”
- (2010) Los Sims 3 "Al caer la noche": My Chemical Romance - “Na na na (na na na na na na na na na)”
- (2010) Los Sims 3 "Al caer la noche": Nikki & Rich - “Next Best Thing”
- (2010) Los Sims 3 "Al caer la noche": The Ready Set - “More Than Alive”
- (2010) Los Sims 3 "Al caer la noche": Soulja Boy - “Speakers Going Hammer”
- (2010) Los Sims 3 "Al caer la noche": Travie McCoy - “Need You”
- (2012) Los Sims 3 "Katy Perry Dulce Tentación": Katy Perry - "Last Friday Night (T.G.I.F.)"

- ... (2014) Los Sims 4